# Donje Jame
Donje Jame es una localidad de Croacia en el ejido de la ciudad de Glina, condado de Sisak-Moslavina.

## Geografía
Se encuentra a una altitud de 137 m s. n. m. a 76,8 km de la capital nacional, Zagreb. Se encuentra a 21 km en línea recta del pueblo de Sisak, y a 11 km al norte de la margen izquierda del río Glina.

## Demografía
En el censo 2011, el total de población de la localidad fue de 26 habitantes.